# Vreta
Vreta, a l'actual municipi de Linköping a Östergötland, fou el primer convent de monges de Suècia, en funcionament des del principi del segle xii fins al 1582, inicialment benedictí i més tard cistercenc, i un dels més antics d'Escandinàvia.

## Convent

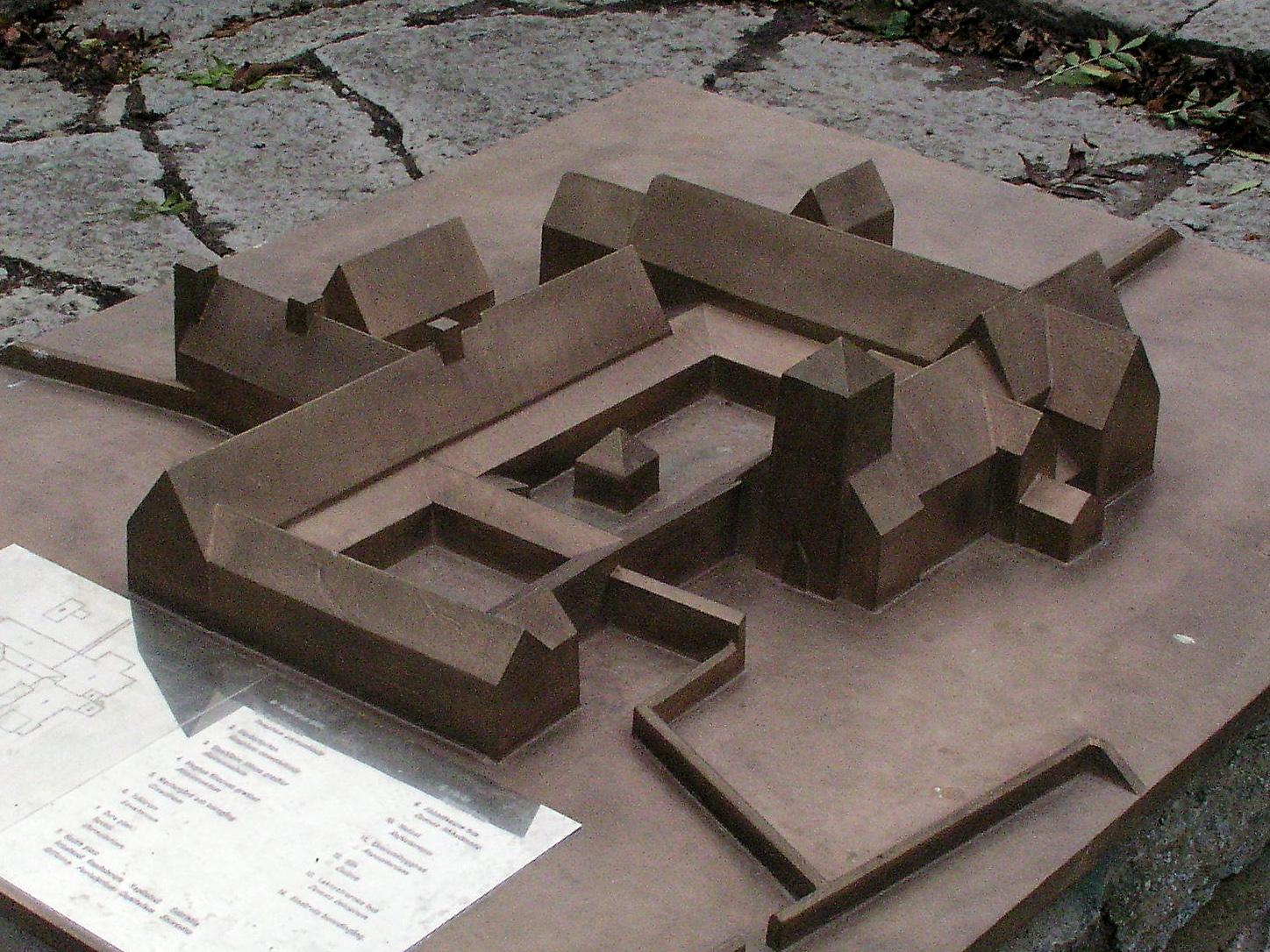
Model de l'abadia medieval de Vreta

No es coneix l'any exacte de la seva fundació. L'abadia va ser fundada per rei Inge el Vell de Suècia i la Reina Helena per ordre del papa Pasqual II, el cosa que ofereix un rang de dates de la seva fundació: Pasqual esdevingué papa el 1099; la data de la mort d'Inge és dubtosa, però probablement ocorregué al voltant 1105 o un xic més tard. En la dècada següent el rei Inge el Jove i la Reina Ulvhild li feren grans donacions.
Els edificis originals van cremar a principis del segle xiii, però foren reconstruïts, i es consagrà una nova església amb la presència de Magnus Ladulås i Hedwig de Holstein el 1289.
Vreta fou una casa de monges benedictines fins al 1162 quan va ser convertit en un convent cistercenc. La primera abadessa cistercenca fou Ingegerd, germana de Carles VII. Una segona germana, Helena, vídua de Canut V, va entrar a Vreta com a monja després de la mort del seu marit el 1157, i altres membres de les famílies reials daneses i sueques també passaren per Vreta. Al segle xiii la princesa sueca Helena Sverkersdotter fou una de les seves abadesses.
Fou un prestigiós establiment i l'església és el lloc d'enterrament dels reis Inge el Vell, Filip, Inge el Jove i Magnus Eriksson, i els prínceps Ragnvald (fill de Inge el Vell) i Sune Sik, i segons una font antiga dels nebots d'aquest últim, Alf i Boleslaw Johansson. Va servir com a escola per a les filles de les noblesa i famílies governants de Suècia.
Vreta fou la casa de mare de l'abadia d'Askeby prop de Linköping, la de Riseberga a Närke i la de Solberga a Gotland.

## Dissolució

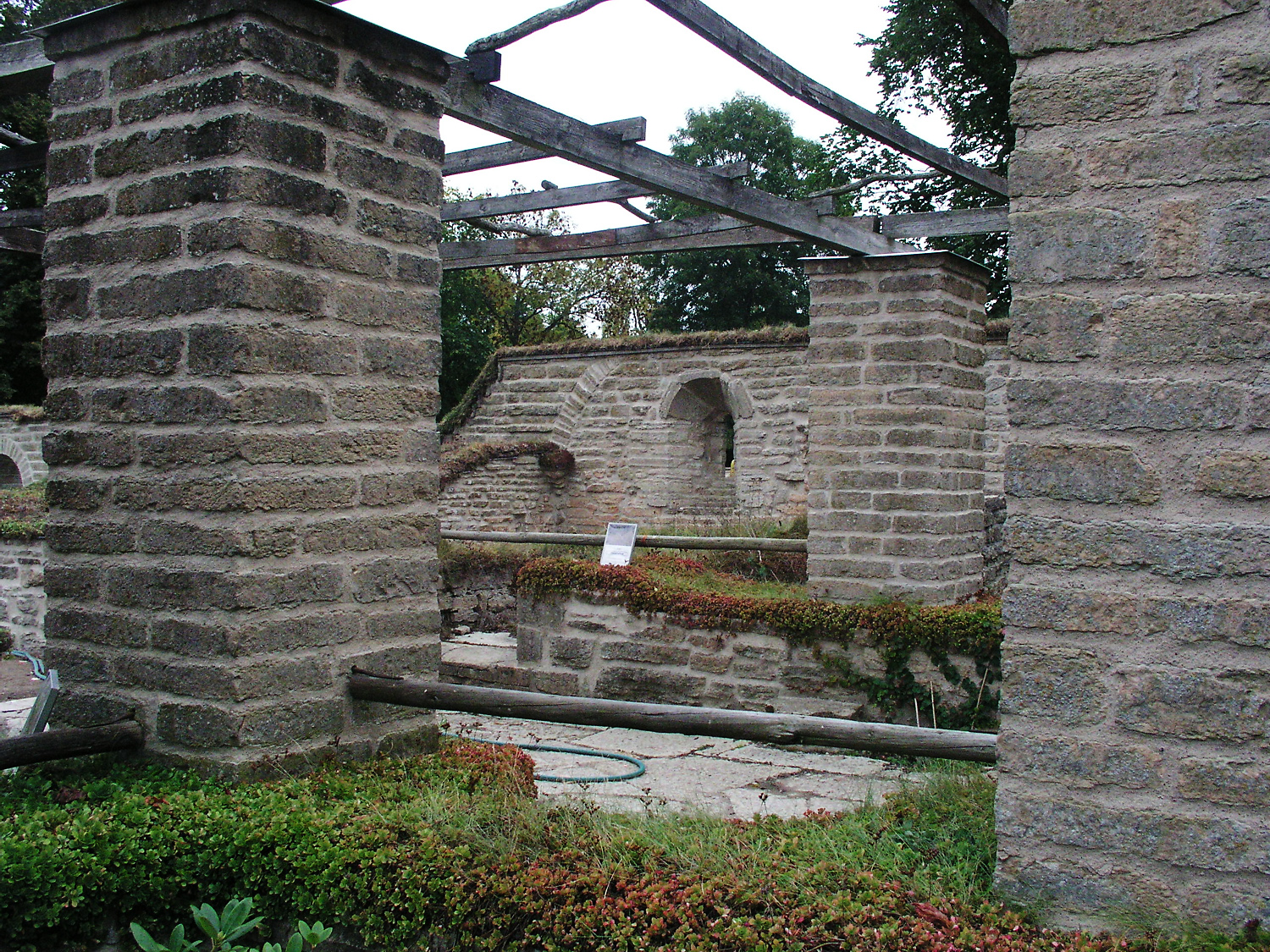
Claustre restaurat

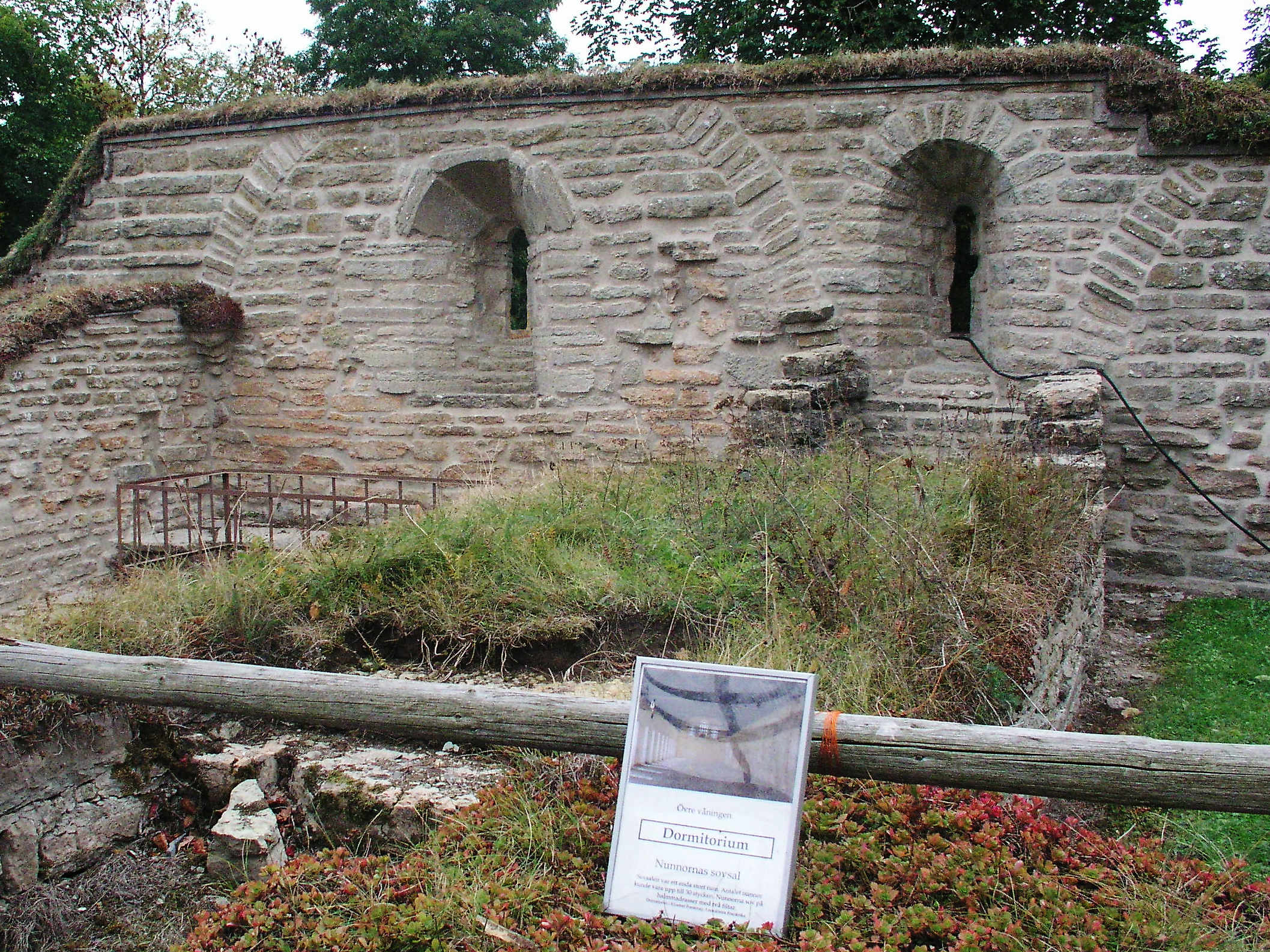
Dormitorium restaurat

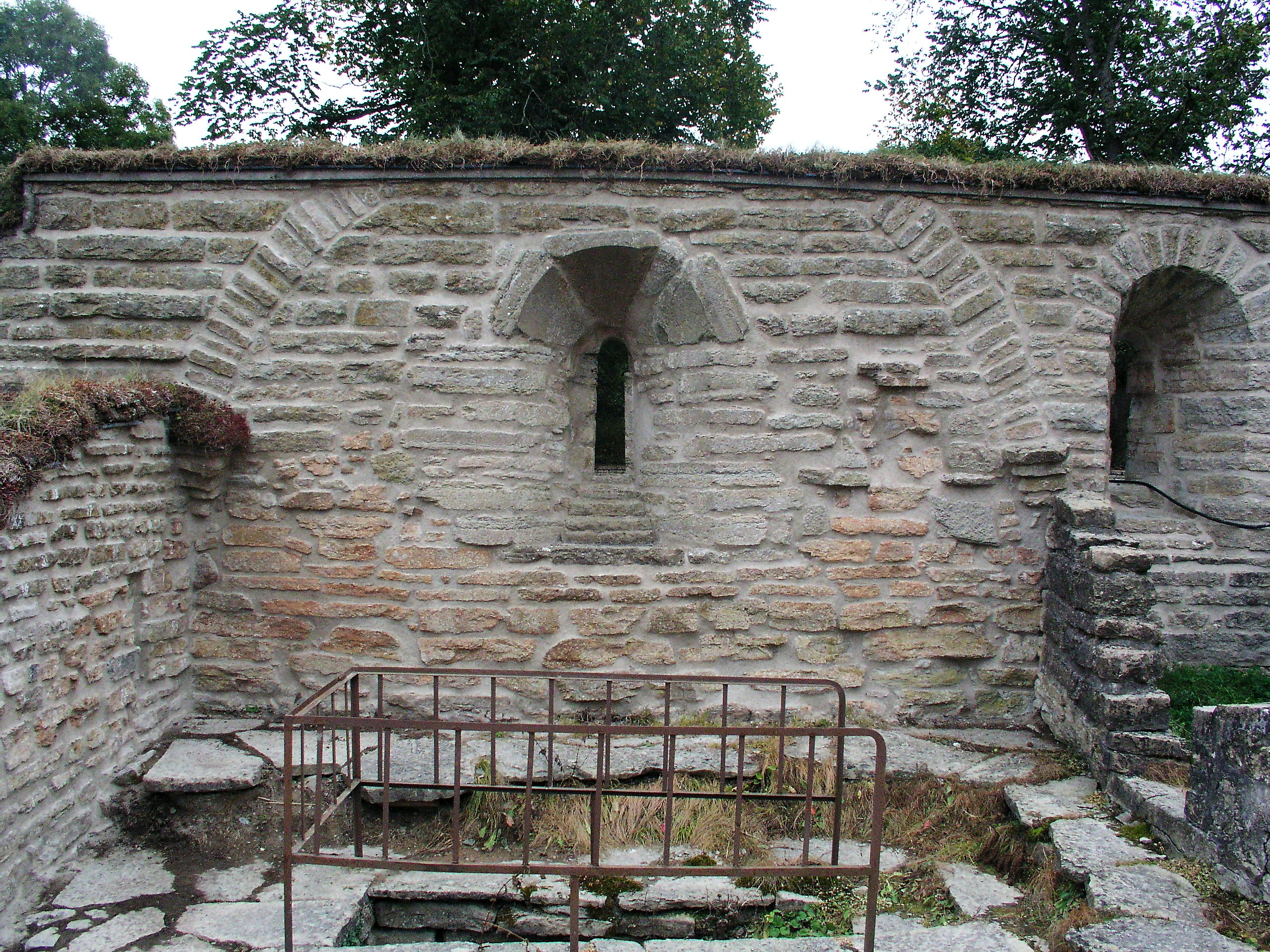
Dormitorium restaurat

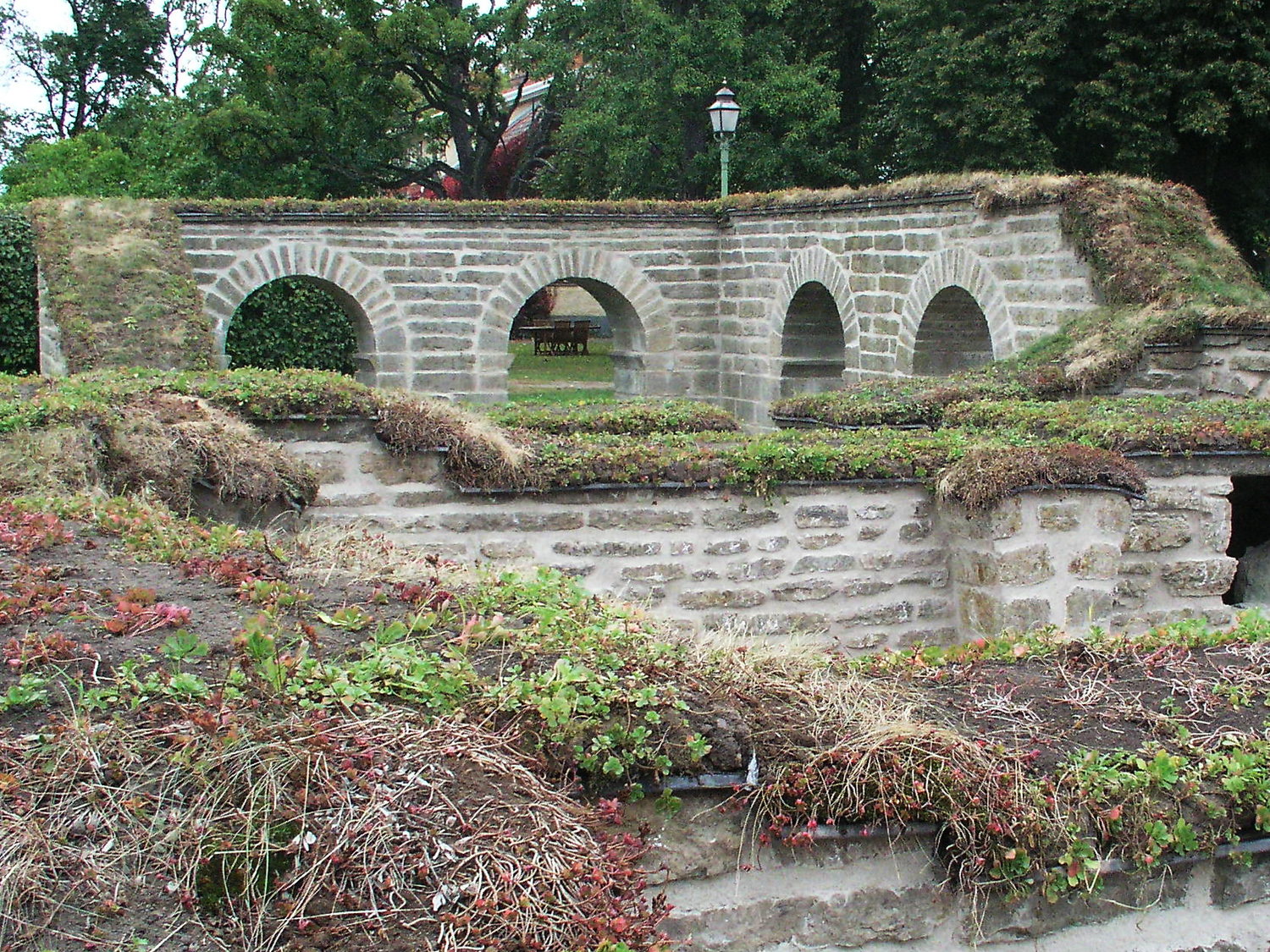
Claustre restaurat

Arran de la Reforma Protestant es prohibí a l'abadia d'acceptar noves novícies, però tanmateix tractat amb indulgència. Va continuar en ús com a escola per a les filles de la noblesa i un lloc de jubilació per a ancians nobles, i el 1529, el rei va permetre la darrera abadessa, Sigrid Botholfsdotter (morta el 1538) comprar-lo, i les seves activitats continuaren sense gaire més destorb. El monestir de Vreta acollí les monges de les anteriors abadies d'Askeby i Skänninge quan van ser tancats el 1529 i el 1544 respectivament. El 1536 Gustau I feu donació a l'abadia i els actius de la seva sogra catòlica Ebba Eriksdotter Vasa; passant-hi els seus últims anys allí morint-hi el 1549. Encara hi havia monges el 1562, i les dues últimes, Brita Gisledotter i Kirstin Månsdotter, hi moriren el 1582.
L'església de l'abadia ara pertany a l'Església de Suècia.

## Església luterana
L'església va continuar en ús com a església parroquial luterana fins avui dia. La resta d'edifici conventuals es deixà que s'arruïnessin.
Entre 1916 i 1926 les ruïnes van ser excavades, i grans porcions al nord de l'església, es restauraren entre 1914 i 1917.
A part de l'església l'únic edifici monàstic completament conservat és el graner, tot i que algunes parets van ser reconstruïdes al segle xx. Les pedres de l'anterior refectory s'usaren per a construir la torre de la Catedral de Linköping.

## Abadesses
Només es coneixen unes poques de les abadesses.
- Princesa Ingegerd Sverkersdotter de Suècia (1164-1204)
- Cecilia (esmentada el 1216-1222)
- Katarina (esmentada el 1248)
- Katarina Svantepolksdotter, va morir 1329, (esmentada el 1289-1323; referit a com el 7è abbess)
- Ingrid Svantepolksdotter, germana de Katarina (esmentada el 1323-1344)
- Kristina Karlsdotter (1344-1350)
- Ingrid (esmentada el 1366)
- Cecilia (esmentada el 1381)
- Margareta "Märeta" (1393-1399)
- Elin Bruddadotter (esmentada el 1413-1417)
- Ingegerd (esmentada el 1444-1446)
- Elin Nilsdotter (esmentada el 1465)
- Ramborg (esmentada el 1474)
- Kristina (esmentada el 1486)
- Sigrid Botholfsdotter (1513-1538)